# Blumenthal Award
Der Blumenthal Award (deutsch Blumenthal-Preis, voller englischer Name: Leonard M. and Eleanor B. Blumenthal Award for the Advancement of Research in Pure Mathematics) wurde 1993 von der American Mathematical Society (AMS) in Gedenken an Leonard M. und Eleanor B. Blumenthal gestiftet. Der Blumenthal Award wurde alle vier Jahre an eine Person für wesentliche Forschungsbeiträge im Gebiet der reinen Mathematik verliehen. Nachdem die Finanzierung des Preises ausgelaufen war, wurde auch die Preisvergabe eingestellt.

## Preisträger
- 1993 – Zhihong Xia (Jeff Xia)
- 1997 – Loïc Merel
- 2001 – Stephen J. Bigelow und Elon Lindenstrauss
- 2005 – Manjul Bhargava
- 2009 – Maryam Mirzakhani